# BVB Be 4/4 401–476
Der Typ Be 4/4 401–476 der Basler Verkehrs-Betriebe (BVB) ist ein vierachsiger Tram-Motorwagen der zur landesweit beschafften Serie der Schweizer Standardwagen gehört. Die BVB beschafften nach dem Zweiten Weltkrieg für das Basler Tramnetz in drei Serien, die sich jedoch nur geringfügig voneinander unterscheiden, 76 Wagen dieses Typs.

## Erste Serie 401–452
Die erste Serie dieser vierachsigen Einrichtungsfahrzeuge wurde zwischen 1948 und 1951 in einer Stückzahl von 52 Fahrzeugen angeschafft. Sie wurden von Schindler Waggon in Pratteln erbaut und mit elektrischer Ausrüstung von der Brown Boveri & Cie bestückt. In der Serie selbst gibt es kleine Unterschiede durch Änderungen und Umbauten.
Diese Serie befindet sich nicht mehr im planmässigen Einsatz. Nach der Ausrangierung blieb der Be 4/4 413 als historisches Fahrzeug erhalten.

## Zweite Serie 453–456
Diese vier 1958 beschafften Wagen waren durch den Wegfall der vorderen Kupplung im Vergleich zur ersten Serie etwas kürzer. Ansonsten floss natürlich auch noch die eine oder andere Verbesserung ein. Auch sie wurde von Schindler Waggon in Pratteln erbaut und besitzt eine elektrische Ausrüstung von Brown Boveri & Cie.
Auch diese Serie befindet sich nicht mehr im planmässigen Einsatz.

## Dritte Serie 457–476
Die 20 Wagen der dritten Serie wurden von Schindler Waggon in Pratteln erbaut und 1967 und 1968 in Betrieb genommen. Die Motoren des Typs GLM 0300a à 90 PS stammen von Brown Boveri & Cie. Die Fahrzeuge erhielten die Betriebsnummern 457–476. Ab 1986 erfolgte bei den Be 4/4 466–476 der Einbau der elektronischen Fahr-/Bremssteuerung SIBAS 16. Sie wurden 2016 außer Betrieb genommen.